# Eiszeitroute Mecklenburgische Seenplatte
Die Eiszeitroute Mecklenburgische Seenplatte ist eine touristische Radrundroute mit einer Gesamtlänge von 666 km im Südosten von Mecklenburg-Vorpommern. Sie führt durch eine Landschaft, die die Spuren der letzten Eiszeit in der Region Mecklenburgische Seenplatte mit dem Fahrrad erlebbar macht.
Sie verbindet zehn Aktionszentren des Geoparks Mecklenburgische Eiszeitlandschaft miteinander.
Die Eiszeitroute Mecklenburgische Seenplatte besteht aus einem über 400 km langen Außenring, der in neun Einzeltouren unterteilt wird, sowie fünf Rundrouten, die für (fast) jeden Radfahrer etwas zu bieten haben.
Mecklenburg mit seiner landschaftlichen Gestaltung aus der Eiszeit lässt an vielen Stationen des Geoparks Einblicke in die eiszeitliche Vergangenheit zu. Schautafeln, Findlingsgärten, Museen und Lehrpfade entlang der Route helfen dabei.

## Einzeltouren
- Tour 1 | Von Feldberg nach Fürstenberg/Havel | 34,5 km
- Tour 2 | Von Fürstenberg/Havel nach Röbel/Müritz | 70,2 km
- Tour 3 | Von Röbel/Müritz nach Malchow | 32,1 km
- Tour 4 | Von Malchow nach Malchin | 75,5 km
- Tour 5 | Von Malchin zur Hansestadt Demmin | 34,3 km
- Tour 6 | Von der Hansestadt Demmin nach Klempenow | 33 km
- Tour 7 | Von Klempenow nach Schwichtenberg | 44,5 km
- Tour 8 | Von Schwichtenberg nach Strasburg | 34,2 km
- Tour 9 | Von Strasburg nach Feldberg/Wittenhagen | 59,8 km

## Rundrouten
- Rundroute 1 | Neubrandenburg – Hansestadt Demmin – Malchin – Waren (Müritz) – Neubrandenburg | 228 km
- Rundroute 2 | Neubrandenburg – Waren (Müritz) – Malchow – Röbel/Müritz – Neustrelitz – Neubrandenburg | 241 km
- Rundroute 3 | Neustrelitz – Fürstenberg/Havel – Feldberg – Neustrelitz | 130 km
- Rundroute 4 | Neubrandenburg – Feldberg – Woldegk – Strasburg – Neubrandenburg | 180 km
- Rundroute 5 | Neubrandenburg – Schwichtenberg – Friedland – Altentreptow – Neubrandenburg | 128 km